# Свиная Горка
Свиная Горка — деревня в юго-восточной части Порховского района Псковской области. Входит в состав сельского поселения «Логовинская волость».
Расположена в 23 км к юго-востоку от города Порхов и в 8 км к юго-западу от волостного центра Логовино.
Численность населения по состоянию на 2000 год составляла 16 жителей.